# Municipio Altamira
Koordinaten: 22° 24′ N, 97° 54′ W
Altamira ist ein Municipio im Süden des mexikanischen Bundesstaates Tamaulipas. Das Municipio umfasst eine Fläche von 1666,1 km² und hat laut Zensus 2010 eine Einwohnerzahl von 212.001. Verwaltungssitz des Municipios ist das gleichnamige Altamira, einwohnerreichster Ort hingegen Miramar. Das Municipio zählt zur Zona Metropolitana de Tampico.

## Geographie
Das Municipio Altamira liegt im Südosten des Bundesstaats Tamaulipas auf einer Höhe bis zu 300 m. Es zählt zur Gänze zur physiographischen Provinz der Küstenebenen des nördlichen Golfes. Vorherrschende Gesteinstypen sind Lutit und Sandstein, Bodentyp von über 62 % des Municipios ist der Vertisol. 70 % der Gemeindefläche werden landwirtschaftlich genutzt, etwa 12 % sind Wasserflächen.
Das Municipio Altamira grenzt an die Municipios Aldama, Ciudad Madero, Tampico und González sowie an den Bundesstaat Veracruz und an den Golf von Mexiko.

## Bevölkerung
Beim Zensus 2010 wurden im Municipio 212.001 Menschen in 57.130 Wohneinheiten gezählt. Davon wurden 2864 Personen als Sprecher einer indigenen Sprache registriert, darunter 1476 Sprecher des Nahuatl und 905 des Huasteco. 3,8 % der Bevölkerung waren Analphabeten. 85.553 Einwohner wurden als Erwerbspersonen registriert, wovon ca. 70 % Männer bzw. 6 % arbeitslos waren. Über sieben Prozent der Bevölkerung lebten in extremer Armut.

## Orte
Das Municipio Altamira umfasst 330 localidades, von denen der Hauptort sowie Altamira und Cuauhtémoc vom INEGI als urban klassifiziert sind. 13 Orte wiesen beim Zensus 2010 eine Einwohnerzahl von über 1000 auf:
| Ort                               | Einwohner |
| Miramar                           | 118.614   |
| Altamira                          | 059.536   |
| Cuauhtémoc                        | 005.563   |
| Carrillo Puerto                   | 002.388   |
| Esteros                           | 002.230   |
| Río Tamiahua                      | 001.718   |
| Ricardo Flores Magón              | 001.649   |
| Maclovio Herrera                  | 001.538   |
| La Colonia                        | 001.500   |
| Lomas del Real                    | 001.279   |
| Nuevo Cereso Regional de Altamira | 001.158   |
| La Pedrera                        | 001.104   |
| Unidos Avanzamos                  | 001.008   |

## Sport
Stand Altamira in fußballerischer Hinsicht bisher fast immer im Schatten der südlichen Nachbarstädte Tampico und Madero, die durch die Clubs CD Tampico (Meister 1953), CF Madero und Tampico-Madero FC (der Rechtsnachfolger des CD Tampico wurde in den beiden Spielzeiten der Saison 1985/86 jeweils Vizemeister) bereits mehrfach in der ersten Liga Mexikos vertreten waren, war der erst 2001 gegründete Altamira FC durch den Aufstieg in die Liga de Ascenso 2010/11 in der zweiten Spielklasse vertreten, während die Aushängeschilder seiner südlichen Nachbarstädte nur der dritten bzw. vierten Liga angehörten. Stand 2016 hat sich das Blatt abermals gewendet.